# محافظة لوبلين
لوبلين أو لوبيلسكي (بالبولندية: województwo lubelskie) هي واحدة من 16 محافظة التي تتكون منها جمهورية بولندا، وفقا للتقسيم الإداري لعام 1998.

## المدن الرئيسية
- لوبلين – 358 251
- تشيلم – 70 841
- زاموشتش – 66 674
- بيالا بودلاسكا – 58 047
- بولافي – 55 125
- Świdnik – 42 797
- Kraśnik – 38 767
- Łuków – 30 727
- بيلجوراج  [لغات أخرى]‏ – 26 940
- Lubartów – 25 758
- Łęczna – 23 279
- Krasnystaw - 21 043
- Tomaszów Lubelski – 20 261
- ميتسيرزيك بودلاسكي - 17 283
- زفيجنتس

## أعلام
- هيلموت هامان
- سالومون موريل